# Жуль Марузо
Жуль Марузо́ (фр. Jules Marouzeau; нар. 20 березня 1878, Флера, департамент Крез — пом. 27 вересня 1964, Ітей, департамент В'єнна) — французький мовознавець та латиніст. Директор Вищої практичної школи в Парижі (з 1920 року), викладач латинської мови в паризькому університеті Сорбонна (1925–1951). Автор праць з класичного та французького мовознавства: «Стилістика латинської мови» (1935 р.), «Нарис стилістики французької мови» (1959 р.). Жуль Марузо відомий передовсім як укладач «Словника лінгвістичних термінів» (1933 р.). Цей словник 1960 року вийшов у російському перекладі в СРСР і тривалий час слугував для вітчизняних мовознавців як теоретичний довідник.

## Наукові праці
- La phrase à verbe être en latin (1910)
- L'ordre des mots dans la phrase latine. I, Les groupes nominaux (1922)
- Dix années de bibliographie classique: bibliographie critique et analytique de l'Antiquité gréco-latine pour la période 1914–1924 (2 volumes, 1927–1928)
- Lexique de la terminologie linguistique: français, allemand, anglais, italien (1933 ; 1951 ; 1969)
- Précis de stylistique française (1946 ; 1963)
- Quelques aspects de la formation du latin littéraire (1949)
- L'ordre des mots dans la phrase latine. III, Les articulations de l'énoncé (1949)
- La linguistique ou science du langage (1950)
- Traité de stylistique latine (1954)
- Introduction au latin (1954)
- Aspects du français (1963)